# Llista de masies de Sant Pere de Ribes
Aquesta és la llista de masies de Sant Pere de Ribes, Garraf.
| Topònim                         | Documentada des de       | Emplaçament                                          | Imatge                   | Referències |
| ------------------------------- | ------------------------ | ---------------------------------------------------- | ------------------------ | ----------- |
| Els Vinyals                     | 1553                     | 41° 16′ 28″ N, 1° 44′ 53″ E / 41.274407°N,1.748188°E | Els Vinyals              | [ 2 ]       |
| El Racó                         | segle xvii               | 41° 16′ 35″ N, 1° 45′ 38″ E / 41.276407°N,1.760470°E |                          | [ 2 ]       |
| Sumidors                        | 1482                     | 41° 16′ 54″ N, 1° 45′ 54″ E / 41.281571°N,1.765080°E |                          | [ 2 ]       |
| Mas d'en Faura                  |                          |                                                      |                          | [ 1 ]       |
| La Torreta                      | segle xviii              | 41° 17′ 09″ N, 1° 46′ 34″ E / 41.285713°N,1.776222°E |                          | [ 2 ]       |
| Mas d'en Giralt                 | segle xviii              | 41° 17′ 18″ N, 1° 46′ 55″ E / 41.288335°N,1.781998°E | Mas d'en Giralt          | [ 2 ]       |
| Corral d'en Massó               | segle xix                | 41° 16′ 37″ N, 1° 47′ 16″ E / 41.276941°N,1.787900°E |                          | [ 2 ]       |
| Ca l'Almirall de la Font        | 1624                     | 41° 16′ 57″ N, 1° 47′ 51″ E / 41.282545°N,1.797618°E | Ca l'Almirall de la Font | [ 2 ]       |
| Can Pere de la Plana            | 1577                     | 41° 16′ 41″ N, 1° 48′ 17″ E / 41.278156°N,1.804706°E | Can Pere de la Plana     | [ 2 ]       |
| Mas Berenguera                  | 1717                     | 41° 17′ 09″ N, 1° 48′ 21″ E / 41.285785°N,1.805787°E |                          | [ 2 ]       |
| Mas de les Catalunyes           | primeria del segle xvi   | 41° 15′ 21″ N, 1° 43′ 55″ E / 41.255903°N,1.731891°E |                          | [ 2 ]       |
| Can Parés                       | anterior a 1697          | 41° 15′ 07″ N, 1° 44′ 09″ E / 41.251814°N,1.735948°E |                          | [ 2 ]       |
| Can Masalleres                  | 1717                     | 41° 15′ 26″ N, 1° 44′ 24″ E / 41.257356°N,1.739945°E |                          | [ 2 ]       |
| Montgròs                        | segle xiii               | 41° 15′ 34″ N, 1° 44′ 35″ E / 41.259375°N,1.743096°E |                          | [ 2 ]       |
| Can Parici                      | segle xix                | 41° 15′ 24″ N, 1° 45′ 05″ E / 41.256734°N,1.751259°E |                          | [ 2 ]       |
| La Serra                        | segle xii                | 41° 15′ 21″ N, 1° 45′ 11″ E / 41.255748°N,1.753131°E | La Serra                 | [ 2 ]       |
| Can Vidal de la Serra           | segle xvii               | 41° 15′ 18″ N, 1° 45′ 19″ E / 41.255084°N,1.755161°E | Can Vidal de la Serra    | [ 2 ]       |
| Can Ramon                       | segle xvii               | 41° 15′ 42″ N, 1° 44′ 57″ E / 41.261554°N,1.749251°E | Can Ramon                | [ 2 ]       |
| La Masieta                      | segle xviii              | 41° 15′ 45″ N, 1° 45′ 22″ E / 41.262408°N,1.756033°E |                          | [ 2 ]       |
| Can Ramonet                     | 1696                     | 41° 15′ 56″ N, 1° 45′ 23″ E / 41.265575°N,1.756306°E |                          | [ 2 ]       |
| Can Zidro                       | segle xix                | 41° 15′ 57″ N, 1° 45′ 26″ E / 41.265790°N,1.757273°E | Can Zidro                | [ 2 ]       |
| La Coma                         | 1717                     | 41° 16′ 05″ N, 1° 45′ 28″ E / 41.268170°N,1.757914°E | La Coma                  | [ 2 ]       |
| Can Puig                        | segle xvi                | 41° 15′ 37″ N, 1° 45′ 59″ E / 41.260347°N,1.766340°E | Can Puig                 | [ 2 ]       |
| Can Tomeu                       | segle xix                | 41° 16′ 10″ N, 1° 46′ 09″ E / 41.269481°N,1.769225°E |                          | [ 2 ]       |
| Corral d'en Capdet              | segle xix                | 41° 16′ 12″ N, 1° 46′ 15″ E / 41.269899°N,1.770720°E |                          | [ 2 ]       |
| Can Carbonell de les Parellades | segle xiv                | 41° 15′ 52″ N, 1° 46′ 14″ E / 41.264411°N,1.770672°E |                          | [ 2 ]       |
| Can Toni del Forn               |                          | 41° 15′ 52″ N, 1° 46′ 17″ E / 41.264430°N,1.771366°E |                          | [ 1 ]       |
| Can Giralt                      | principi del segle xviii | 41° 15′ 49″ N, 1° 46′ 50″ E / 41.263590°N,1.780418°E | Can Giralt               | [ 2 ]       |
| Ca l'Artigues del Palou         | segle xiv                | 41° 15′ 55″ N, 1° 46′ 57″ E / 41.265181°N,1.782549°E | Ca l'Artigues del Palou  | [ 2 ]       |
| Can Lloses                      |                          | 41° 16′ 12″ N, 1° 47′ 22″ E / 41.270040°N,1.789411°E |                          | [ 1 ]       |
| La Casa Roja                    | segle xviii              | 41° 16′ 08″ N, 1° 47′ 22″ E / 41.268901°N,1.789544°E |                          | [ 2 ]       |
| Can Bertran                     | 1553                     | 41° 16′ 00″ N, 1° 47′ 24″ E / 41.266661°N,1.789898°E |                          | [ 2 ]       |
| Can Marcer de la Penya          | 1553                     | 41° 16′ 19″ N, 1° 47′ 54″ E / 41.272005°N,1.798240°E |                          | [ 2 ]       |
| Can Ramon Miret                 | segle xix                | 41° 15′ 39″ N, 1° 46′ 47″ E / 41.260912°N,1.779792°E |                          | [ 2 ]       |
| Can Peret Coll                  | 1762                     | 41° 15′ 19″ N, 1° 46′ 44″ E / 41.255242°N,1.778929°E |                          | [ 2 ]       |
| Ca l'Escolà                     | segle xviii              | 41° 15′ 30″ N, 1° 47′ 15″ E / 41.258471°N,1.787521°E | Ca l'Escolà              | [ 2 ]       |
| Can Mestre dels Clapers         | segle xvi                | 41° 15′ 21″ N, 1° 46′ 56″ E / 41.255836°N,1.782086°E |                          | [ 2 ]       |
| Can Quadres de la Timba         | segle xiv                | 41° 15′ 18″ N, 1° 46′ 55″ E / 41.255091°N,1.781911°E |                          | [ 2 ]       |
| La Carretera                    | segle xvi                | 41° 15′ 29″ N, 1° 47′ 36″ E / 41.258103°N,1.793365°E |                          | [ 2 ]       |
| Les Casetes d'en Portacreu      | segle xix                | 41° 15′ 19″ N, 1° 47′ 50″ E / 41.255213°N,1.797191°E |                          | [ 2 ]       |
| Corral d'en Pujol               | segle xix                | 41° 15′ 13″ N, 1° 47′ 58″ E / 41.253479°N,1.799377°E |                          | [ 2 ]       |
| Mas Alba                        | segle xviii              | 41° 15′ 39″ N, 1° 48′ 45″ E / 41.260701°N,1.812561°E |                          | [ 2 ]       |
| Maset d'en Quadres              | segle xviii              | 41° 15′ 32″ N, 1° 48′ 58″ E / 41.258888°N,1.816022°E |                          | [ 2 ]       |
| Coll d'Entreforc                | segle xviii              | 41° 15′ 59″ N, 1° 49′ 35″ E / 41.266469°N,1.826453°E |                          | [ 2 ]       |
| La Torre del Veguer             | 1358                     | 41° 15′ 04″ N, 1° 44′ 04″ E / 41.250997°N,1.734505°E | Torre del Veguer         | [ 2 ]       |
| Can Martí del Mas Roig          | segle xvi                | 41° 15′ 09″ N, 1° 44′ 20″ E / 41.252383°N,1.739024°E | Can Martí del Mas Roig   | [ 2 ]       |
| Solers                          | segle xiii               | 41° 14′ 44″ N, 1° 44′ 40″ E / 41.245640°N,1.744401°E | Solers                   | [ 2 ]       |
| Can Mironet del Bosc            | segle xviii              | 41° 14′ 34″ N, 1° 45′ 06″ E / 41.242704°N,1.751578°E |                          | [ 2 ]       |
| Xoriguera                       | segle xiii               | 41° 14′ 32″ N, 1° 45′ 15″ E / 41.242325°N,1.754119°E | Xoriguera                | [ 2 ]       |
| Els Cocons                      | segle xiii               | 41° 14′ 46″ N, 1° 45′ 27″ E / 41.246149°N,1.757627°E |                          | [ 2 ]       |
| Can Ferret                      | segle xviii              | 41° 15′ 03″ N, 1° 45′ 54″ E / 41.250750°N,1.764993°E |                          | [ 2 ]       |
| Can Climent                     | segle xviii              | 1° 15′ 16″ N, 1° 45′ 31″ E / 1.254436°N,1.758500°E   | Can Climent              | [ 2 ]       |
| La Fassina                      | segle xix                | 41° 15′ 20″ N, 1° 45′ 43″ E / 41.255427°N,1.761970°E |                          | [ 2 ]       |
| Can Feina                       | segle xix                | 1° 15′ 22″ N, 1° 45′ 45″ E / 1.256200°N,1.762417°E   |                          | [ 2 ]       |
| Can Jove                        | segle xix                | 41° 15′ 20″ N, 1° 45′ 57″ E / 41.255661°N,1.765742°E | Can Jove                 | [ 2 ]       |
| Can Fontanals                   | segle xviii              | 41° 15′ 20″ N, 1° 45′ 54″ E / 41.255455°N,1.765073°E | Can Fontanals            | [ 2 ]       |
| Can Dos Diners                  | segle xix                | 41° 15′ 12″ N, 1° 45′ 59″ E / 41.253203°N,1.766458°E |                          | [ 2 ]       |
| Can Coll                        | segle xvi                | 41° 15′ 13″ N, 1° 46′ 18″ E / 41.253582°N,1.771550°E | Can Coll                 | [ 2 ]       |
| Masia del Carç                  | segle xiii               | 41° 14′ 49″ N, 1° 46′ 24″ E / 41.247073°N,1.773355°E | Masia del Carç           | [ 2 ]       |
| Can Macià                       |                          | 41° 15′ 14″ N, 1° 46′ 47″ E / 41.253955°N,1.779855°E |                          |             |
| Can Roig de les Torres          | segle xvi                | 41° 14′ 57″ N, 1° 47′ 25″ E / 41.249229°N,1.790183°E | Can Roig de les Torres   | [ 2 ]       |
| Can Jaques de les Torres        |                          | 41° 14′ 59″ N, 1° 47′ 26″ E / 41.249740°N,1.790475°E |                          | [ 2 ]       |
| Can Barones                     | segle xiv                | 41° 14′ 58″ N, 1° 47′ 28″ E / 41.249580°N,1.791248°E |                          | [ 2 ]       |
| Can Miret de les Torres         | segle xix                | 41° 15′ 02″ N, 1° 47′ 32″ E / 41.250685°N,1.792128°E | Can Miret de les Torres  | [ 2 ]       |
| Corral d'en Roig                |                          |                                                      |                          | [ 2 ]       |
| Mas d'en Bosc                   | segle xviii              | 41° 14′ 47″ N, 1° 46′ 53″ E / 41.246310°N,1.781328°E |                          | [ 2 ]       |
| Can Bruguera                    | segle xvi                | 41° 14′ 42″ N, 1° 47′ 20″ E / 41.244868°N,1.788790°E |                          | [ 2 ]       |
| Cal Baró de la Cabreta          | segle xvi                | 41° 14′ 32″ N, 1° 47′ 00″ E / 41.242214°N,1.783203°E |                          | [ 2 ]       |
| Maset d'en Lleó                 | segle xix                | 41° 14′ 28″ N, 1° 46′ 55″ E / 41.241061°N,1.781891°E |                          | [ 2 ]       |
| Clot dels Frares                | segle xiii               | 41° 14′ 14″ N, 1° 46′ 52″ E / 41.237315°N,1.781118°E | Clot dels Frares         | [ 2 ]       |
| Clot d'en Sidós                 | 1739                     | 41° 14′ 18″ N, 1° 47′ 06″ E / 41.238238°N,1.784875°E |                          | [ 2 ]       |
| Can Panxampla                   |                          | 41° 14′ 01″ N, 1° 46′ 59″ E / 41.233516°N,1.783029°E |                          | [ 2 ]       |
| La Mata                         | segle xviii              | 41° 14′ 23″ N, 1° 46′ 09″ E / 41.239688°N,1.769028°E |                          | [ 2 ]       |
| Mas d'en Serra                  | segle xviii              | 41° 13′ 46″ N, 1° 45′ 16″ E / 41.229394°N,1.754357°E |                          | [ 2 ]       |
| Masia dels Colls                | 1372                     | 41° 13′ 11″ N, 1° 45′ 03″ E / 41.219712°N,1.750695°E |                          | [ 2 ]       |